# باد تايناخ-تسافلشتاين
باد تايناخ زوالن اشتاين (بالألمانية: Bad Teinach-Zavelstein) هي Luftkurort، مدينة وبلدة ألمانية تقع في ألمانيا في بادن-فورتمبيرغ. يقدر عدد سكانها بـ 3,027 نسمة .